# Leonid Tiepłow
Leonid Fiodorowicz Tiepłow (ur. 1909, zm. ?) – radziecki dyplomata.

## Życiorys
Należał do WKP(b), od 1941 pracował w Ludowym Komisariacie Spraw Zagranicznych ZSRR, 1946-1948 był zastępcą kierownika Wydziału IV Europejskiego Ministerstwa Spraw Zagranicznych ZSRR, a 1948-1949 konsulem generalnym ZSRR w Bratysławie, 1949-1950 radca Ambasady ZSRR w Czechosłowacji. Od 1950 do sierpnia 1953 był chargé d'affaires ZSRR w Kanadzie, 1955-1956 zastępca kierownika Wydziału Protokolarnego MSZ ZSRR, od 24 marca 1956 do 20 grudnia 1960 ambasador nadzwyczajny i pełnomocny ZSRR w Sudanie, od stycznia 1961 do 1962 szef Wydziału Protokolarnego MSZ ZSRR, 1962-1965 zastępca kierownika tego wydziału, od 26 lipca 1965 do 2 stycznia 1969 ambasador nadzwyczajny i pełnomocny ZSRR w Etiopii.